# David Baramidze
David Baramidze (ur. 27 września 1988 w Tbilisi) – szachista niemiecki pochodzenia gruzińskiego, arcymistrz od 2004 roku.

## Kariera szachowa
W roku 2003 zwyciężył w silnie obsadzonym otwartym turnieju w Deizisau, wyprzedzając m.in. Władimira Jepiszyna, Liviu-Dietera Nisipeanu oraz Lewona Aroniana. W barwach Niemiec został w 2004 w Iraklionie wicemistrzem świata juniorów. W tym samym roku uzyskał tytuł arcymistrza i był wówczas najmłodszym posiadaczem tytułu arcymistrzowskiego w historii szachów niemieckich.
Wielokrotnie reprezentował Niemcy w turniejach drużynowych, m.in.:
- na olimpiadzie szachowej (w roku 2008)[3],
- na drużynowych mistrzostwach świata (w roku 2013)[4],
- dwukrotnie na drużynowych mistrzostwach Europy (w latach 2007, 2013)[3],
- trzykrotnie na drużynowych mistrzostwach Europy juniorów do 18 lat (w latach 2001, 2002, 2004); dwukrotny medalista: wspólnie z drużyną – złoty (2004) i  brązowy (2002)[5],
- trzykrotnie na turniejach o Puchar Mitropa (Mitropa Cup) (w latach 2008, 2009, 2010)[6].

Najwyższy ranking w karierze osiągnął 1 marca 2018 r., z wynikiem 2621 punktów.